# Niccolò Bonifazio

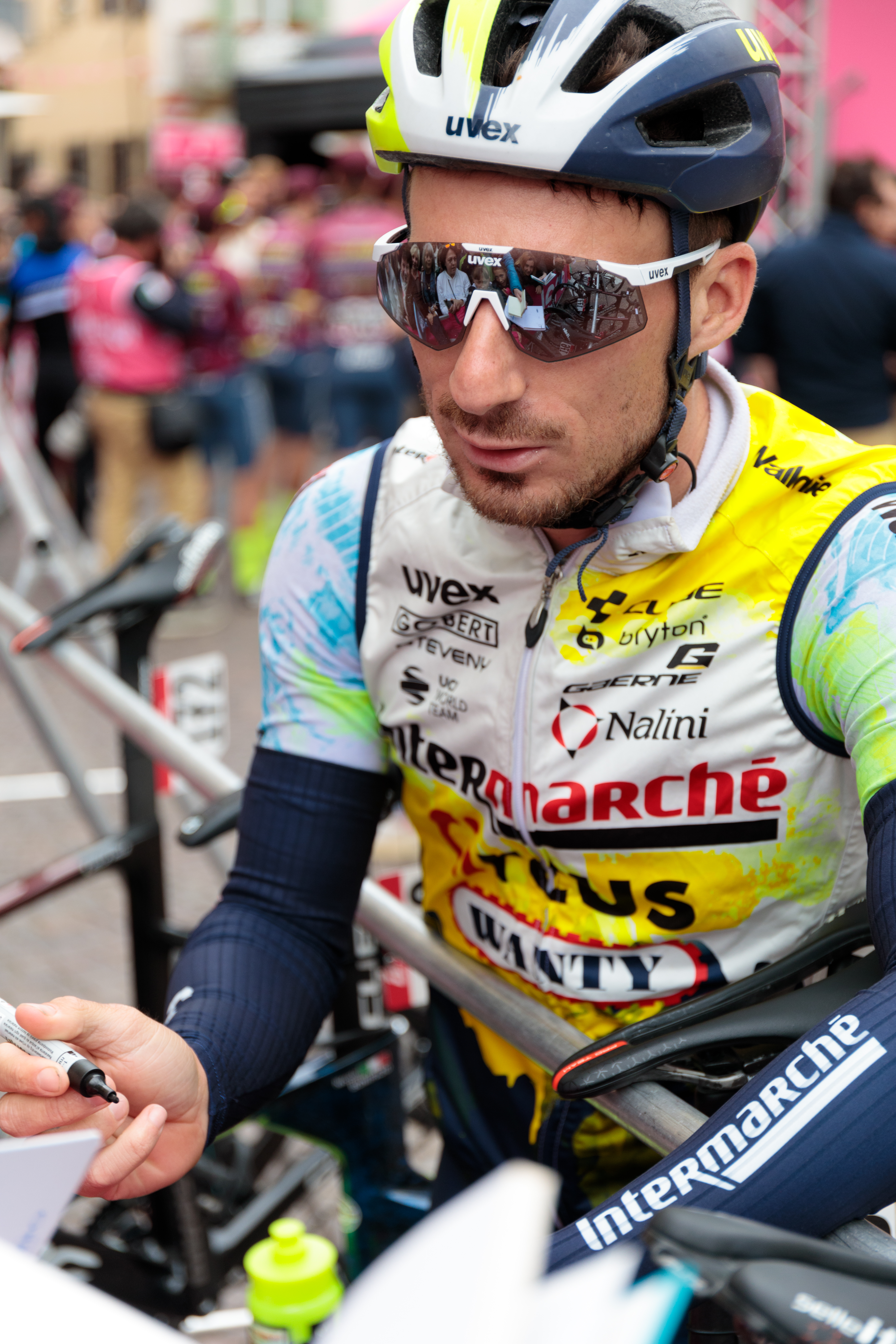
Niccolò Bonifazio beim Giro d’Italia 2023

Niccolò Bonifazio (* 29. Oktober 1993 in Cuneo) ist ein ehemaliger italienischer Radrennfahrer.

## Sportliche Karriere
Nach zahlreichen Erfolgen bei kleineren italienischen Rennen und einem Etappensieg beim kanadischen Coupe des Nations Ville Saguenay fuhr Bonifazio in der zweiten Hälfte der Saison 2013 als Stagiaire für das UCI ProTeam Lampre-Merida. Zur Saison 2014 bekam er dort einen Vertrag als Elite-Fahrer und gewann eine Etappe der Tour of Japan sowie mit der Coppa Agostoni eines der drei Rennen der Trittico Lombardo. Am Ende der Saison war er auf drei Etappen der Tour of Hainan erfolgreich und sicherte sich als Gesamtzweiter die Punktewertung der chinesischen Rundfahrt. 2015 wurde Bonifazio Fünfter bei Mailand–Sanremo, gewann den Gran Premio di Lugano sowie eine weitere Etappe der Tour of Japan. 
2016 fuhr er eine Saison für Trek-Segafredo und entschied die dritte Etappe der Polen-Rundfahrt sich, die als Etappenrennen der UCI WorldTour der höchsten Rennserie im Straßenradsport angehörte. Mit der Vuelta a España bestritt er seine erste Grand Tour, die er jedoch frühzeitig aufgab.
Zur Saison 2017 wurde er Mitglied im Team Bahrain-Merida, für das er 2018 die erste Etappe der der Kroatien-Rundfahrt gewann. Beim nachfolgenden Giro d’Italia beendete er drei Etappen auf dem dritten Rang.
Zur Saison 2019 wechselte Bonifazio zum Team Total Direct Énergie. In Gabun gewann er zum Jahresbeginn drei der sieben Etappen der Tropicale Amissa Bongo und setzte sich so in der Gesamtwertung und Punktewertung der afrikanischen Rundfahrt durch. Im weiteren Saisonverlauf war er auch auf einer Etappe der Vuelta a la Comunidad de Madrid erfolgreich und gewann die kleineren belgischen Eintagesrennen Omloop Mandel-Leie-Schelde Meulebeke und Grote Prijs Jef Scherens. Zudem gab er im Jahr 2019 sein Debüt bei der Tour de France und belegte beim abschließenden Sprint auf der Champs Élysées hinter Caleb Ewan und Dylan Groenewegen den dritten Platz. Sein wohl größter Erfolg folgte im Jahr 2020, als er eine Etappe der Fernfahrt Paris–Nizza gewann. In seiner Zeit beim Team Total Direct Energie (ab 2021 TotalEnergies) siegte er zudem bei jeweils einer Etappe der Saudi Tour und Route d’Occitanie. Zudem gewann er im Jahr 2022 zum zweiten Mal den Grote Prijs Jef Scherens. 
Nach vier Jahren bei TotalEnergies wechselte Bonifazio zur Saison 2023 zum Team Intermarché-Circus-Wanty und kehrte somit zu einem UCI WorldTeam zurück. Er konnte jedoch mit einem Abschnitt des Giro di Sicilia nur einen Saisonsieg feiern.
Im Jahr 2024 fuhr er für das italienische UCI ProTeam Corratec-Vini Fantini. Zum Ende der Saison beendete er seine sportliche Laufbahn.

## Erfolge
2013
- eine Etappe Coupe des Nations Ville Saguenay (U23)

2014
- eine Etappe Tour of Japan
- Coppa Agostoni
- drei Etappen Tour of Hainan

2015
- Gran Premio di Lugano
- eine Etappe Tour of Japan

2016
- eine Etappe Tour de Pologne

2018
- eine Etappe Kroatien-Rundfahrt

2019
- Gesamtwertung, Punktewertung und drei Etappen La Tropicale Amissa Bongo
- eine Etappe und Punktewertung Vuelta a la Comunidad de Madrid
- Omloop Mandel-Leie-Schelde Meulebeke
- Grote Prijs Jef Scherens

2020
- eine Etappe Saudi Tour
- eine Etappe Paris-Nizza

2021
- Grote Prijs Jef Scherens

2022
- eine Etappe Route d’Occitanie

2023
- eine Etappe Giro di Sicilia

## Grand-Tour-Platzierungen
| Grand Tour            | 2016 | 2017 | 2018 | 2019 | 2020 | 2021 | 2022 | 2023 | 2024 |
| --------------------- | ---- | ---- | ---- | ---- | ---- | ---- | ---- | ---- | ---- |
| Giro d’ItaliaGiro     | –    | –    | 113  | –    | –    | –    | –    | DNF  | –    |
| Tour de FranceTour    | –    | –    | –    | 137  | 141  | –    | –    | –    | –    |
| Vuelta a EspañaVuelta | DNF  | –    | –    | –    | –    | –    | –    | –    | –    |